# Kompensationspunkt
Kompensationspunkten infaller vid den ljusstyrka då fotosyntes och cellandning är i balans med varandra. Det vill säga att växten tar upp lika mycket kol i fotosyntesen som den gör av med i cellandning. Vid kompensationspunken sker det dock ingen tillväxt, eftersom fotosyntesen måste vara större än andningen. Vid kompensationspunkten är plantan som mest känslig för störningar. För att en växt ska växa och utvecklas behöver den ha en ljusstyrka som överstiger kompensationspunkten.
Ljusintensitet, koldioxidkoncentration och temperatur är de viktigaste faktorerna som påverkar balansen mellan fotosyntes och respiration.
1. Ljusintensitet: Vid låg ljusintensitet är fotosyntesen begränsad, och växterna kan inte producera tillräckligt med glukos för att täcka sina energibehov genom respiration. Detta resulterar i en negativ nettotillväxt, vilket innebär att kompensationspunkten är under den aktuella ljusnivån.
2. Koldioxidkoncentration: Höga nivåer av koldioxid gynnar fotosyntesen, och när koldioxid är rikligt tillgängligt, kan växterna producera tillräckligt med glukos för att kompensera för respirationen. Kompensationspunkten är högre vid höga koldioxidnivåer.
3. Temperatur: Temperaturen påverkar enzymaktivitet och därmed hastigheten på både fotosyntes och respiration. Optimal temperatur varierar mellan olika växtarter, och vid temperaturer över eller under det optimala intervallet kan kompensationspunkten förskjutas.

Övriga faktorer som växttyp, näringstillgång och vatten kan också påverka kompensationspunkten.